# Bernard Devlin (homme politique)
Pour les articles homonymes, voir Devlin et Bernard Devlin.
Bernard Devlin (15 décembre 1824 - 8 février 1880) est un avocat, journaliste, rédacteur et homme politique fédéral du Québec.

## Biographie
Né dans le comté de Roscommon en Irlande, M. Devlin étudia la médecine avec son oncle dans la comté de Mayo et ensuite à Dublin. Il s'installa à Québec avec son père en 1844. Non autorisé à pratiquer la médecine en raison de son âge, il établit le journal Freman's Journal and Commercial Advertiser. Nouvellement installé à Montréal, il étudia le droit et fut admis au Barreau du Bas-Canada en 1847. Après avoir entamé sa carrière politique en servant comme conseiller de Montréal pendant 7 ans, il servit aussi comme lieutenant-colonel durant les raids féniens. Il fut nommé au Barreau de l'Ontario en 1868.
Défait par Thomas Workman et ensuite par Michael Patrick Ryan dans Montréal-Centre en 1867 et en 1874, il devint député lors de l'élection partielle déclenchée après l'annulation de l'élection générale en 1875. Destitué par une pétition, il sera réélu la même année. Pendant son mandat, il parla en faveur de l'accord d'une amnistie pour Louis Riel et pour Ambroise-Dydime Lépine. Sa carrière politique prend fin lors du retour de Ryan en 1878.
Il est mort à Denver dans le Colorado aux États-Unis alors qu'il était en convalescence pour guérir une longue maladie. Sa sépulture est située dans le Cimetière Notre-Dame-des-Neiges, à Montréal.